# بادیان‌های ستاره‌ای
بادیان‌های ستاره‌ای (نام علمی: Schisandraceae) نام یک تیره از راسته جنوب‌ویره‌ای‌سانان است.